# Стрелата
„Стрелата“ (на английски: Arrow) е американски телевизионен сериал, разработен от Грег Берланти, Марк Гугенхайм и Андрю Крайсбърг.
Базиран е на героя на ДиСи Комикс – Зелената стрела. Премиерата му е на 10 октомври 2012 г. по The CW. „Стрелата“ се превръща в един от телевизионните хитове на 2012 година. Сред предимствата на сериала са напрегнатият екшън и сюжет, съчетани с умело подбран актьорски състав. През 2014 година започва сериал отклонение на Стрелата, Светкавицата, а през 2015 година започва и анимирания уеб сериал – Лисицата сюжета на който се развива в същата вселена на Стрелата и Светкавицата. През 2016 година започва четвъртия сериал – Легендите на утрешния ден, който е общо разклонение на Стрелата и Светкавицата и включва герои, които са добре известни в тези сериали. В петия епизод на четвърти сезон, Мат Райън играе ролята на Джон Константин, като епизода служи за продължение на сериала Константин, излъчен на канала NBC. През 2016 година Грант Гъстин който играе титулярната роля в Светкавицата, се появява в същата роля на сериала Супергърл, който се излъчва по канала CBS. През 2019 г. започва сериала Батуоман, който се развива в същата вселена. След ежегодишния им кросовър през 2020 г. към тази вселена се добавя и „Черната мълния“. През 2021 г. към поредицата от сериали се добавя и „Супермен и Лоис“.
На 31 януари 2019 г. сериалът е подновен за осми и последен сезон от десет епизода, като последният епизод се излъчва на 28 януари 2020 година.

## Резюме
„Стрелата“ разказва за Оливър Куин – плейбой и милиардер, който след корабокрушение прекарва пет години на остров, преди да бъде спасен и върнат в родния си град Старлинг Сити. През деня Оливър се преструва на човека, който е бил някога, a през нощите става отмъстителят, решен да се бори срещу неправдите, да поправи грешките на семейството си и да върне Старлинг Сити към някогашната му слава. Когато се завръща в Старлинг Сити, майка му, Мойра, сестра му, Тея и най-добрият му приятел, Томи го посрещат, но усещат, че островът много е променил Оливър. Докато Оливър крие истината за човека, в когото се е превърнал, той отчаяно желае да поеме отговорност за действията, които е извършил, докато е бил момче. Най-много желае да се сдобри с бившата си приятелка – Лоръл Ланс. И докато той отново се сближава с близките си, тайно създава Стрелата – герой, който да поправи грешките на семейството му и да се бори срещу болестите на обществото. Така през деня Оливър играе ролята на заможен и безгрижен донжуан, какъвто всъщност винаги е бил, а плътно до него е верният му бодигард Джон Дигъл. Бащата на Лоръл – детектив Куентин Ланс е решен да арестува този герой, който върлува из града. Междувременно, майката на Оливър, Мойра знае много повече за корабокрушението, отколкото казва и е по-безскрупулна, отколкото той може да си представи.

## Актьорски състав
- Стивън Амел – Оливър Куин / Зелената стрела
- Кейти Касиди – Лоръл Ланс / Черното канарче и Лоръл Ланс / Черната сирена
- Колин Донъл – Томи Мерлин
- Дейвид Рамзи – Джон Дигъл / Спартан / Зелената стрела
- Уила Холанд – Теа Куин / Спийди
- Сузана Томпсън – Мойра Куин
- Пол Блекторн – Куентин Ланс
- Емили Бет Рикардс – Фелисити Смоук / Наблюдателката
- Ману Бенет – Слейд Уилсън / Дедстроук
- Колтън Хейнс – Рой Харпър / Арсенал
- Джон Бароуман – Малкълм Мерлин / Черния стрелец
- Еко Келъм – Къртис Холт / Господин ужасен
- Джош Сегара – Ейдриън Чейс / Прометей
- Рик Гонзалез – Рене Рамирез / Дивото куче
- Джулиана Харкави – Дайна Дрейк / Черното канарче
- Кърк Асеведо – Рикардо Диаз / Драконът
- Сий Шимоока – Емико Адачи-Куин / Зелената стрела
- Бен Люис – Уилям Куин
- Катрин Макнамара – Мия Смоук-Куин/Блекстар/Зелената стрела
- Джоузеф Дейвид-Джоунс – Конър Хоук
- Ламоника Гарет – Мар Нову / Мониторът и Мобиус / Анти-мониторът

## В България
В България сериалът започва на 12 февруари 2015 г. по bTV Action с разписание всеки делник от 20:00 и повторение от 11:00. На 20 март са показани последните два епизода на първи сезон от 20:00 до 22:00. На 21 март се излъчва ретроспекция на първи сезон от 21:00 с повторение на следващия ден от 20:00. На 23 март започва втори сезон с разписание всеки делник от 20:00 с повторение от 11:00 и завършва на 23 април. На 28 януари 2016 г. започва трети сезон, всеки делник от 20:00 и завършва на 2 март. На 23 септември започва четвърти сезон с разписание всеки делник от 20:00 и приключва на 28 октомври. На 11 октомври 2017 г. започва пети сезон с разписание всеки делник от 20:00. На 25 февруари 2019 г. започва шести сезон всеки делник от 20:00. На 29 юли 2020 г. започва седми сезон всеки делник от 20:00. На 2 август (събота) е излъчен премиерно четвърти епизод след повторението на трети, а на 3 август (понеделник) е излъчен отново, този път официално и със знака „Премиера“ до логото на bTV Action. На 1 септември започва осми сезон със същото разписание и завършва на 14 септември. Дублажът е на студио VMS. Ролите се озвучават от Таня Димитрова от първи до четвърти сезон, Милица Гладнишка от пети до осми, Ирина Маринова, Иван Велчев в първи до шести, Момчил Степанов от седми и осми, Чавдар Монов и Христо Чешмеджиев. В последните три епизода от втори сезон Маринова е заместена от Гергана Стоянова.